# Кемпясте (Варшавський-Західний повіт)
Кемпясте (пол. Kępiaste) — село в Польщі, у гміні Лешно Варшавського-Західного повіту Мазовецького воєводства.
Населення — 268 осіб (2011).
У 1975-1998 роках село належало до Варшавського воєводства.

## Демографія
Демографічна структура станом на 31 березня 2011 року:
|          | Загалом | Допрацездатний вік | Працездатний вік | Постпрацездатний вік |
| -------- | ------- | ------------------ | ---------------- | -------------------- |
| Чоловіки | 133     | 27                 | 89               | 17                   |
| Жінки    | 135     | 30                 | 67               | 38                   |
| Разом    | 268     | 57                 | 156              | 55                   |